# Julie Scaglione
Julie Mathiesen Scaglione (* 20. August 2004 in Aarhus, Dänemark) ist eine dänische Handballspielerin, die beim dänischen Erstligisten Ikast Håndbold spielt.

## Karriere

### Im Verein
Scaglione spielte anfangs bei den dänischen Vereinen Ry Håndbold und Skanderborg Håndbold, bevor sie sich Herning-Ikast Håndbold anschloss. Die Rückraumspielerin gab am 21. Februar 2021 im Europapokalspiel gegen Paris 92 ihr Debüt in der Erstligamannschaft von Herning-Ikast Håndbold. Da Scaglione in der Saison 2020/21 gemäß der Statuten des dänischen Handballverbandes noch zu jung für einen Einsatz in der höchsten dänischen Spielklasse war, bestritt sie erst am 1. September 2021 ihr erstes Erstligaspiel. In ihrer ersten Saison erzielte sie insgesamt 65 Erstligatreffer für Herning-Ikast Håndbold. Weiterhin belegte sie mit ihrem Verein den dritten Platz in der EHF European League der Frauen 2021/22. Im Gruppenspiel gegen den rumänischen Verein CS Măgura Cisnădie stach sie mit 13 Treffern als Torschützin heraus. Im Sommer 2022 benannte sich der Verein in Ikast Håndbold um. Mit Ikast gewann sie 2023 die EHF European League. Im Januar 2024 zog sie sich in einem Ligaspiel einen Kreuzbandriss zu.

### In Auswahlmannschaften
Scaglione belegte mit der dänischen Jugendnationalmannschaft den vierten Platz bei der U-17-Europameisterschaft 2021. Sie belegte gemeinsam mit der Russin Alina Reschetnikowa mit jeweils 51 Treffern den zweiten Platz in der Torschützinnenliste. Scaglione wurde weiterhin in das All-Star-Team berufen. Am 9. Juni 2022 gab sie ihr Länderspieldebüt für die dänische A-Nationalmannschaft gegen die slowenische Auswahl. Zwei Monate später errang sie mit Dänemark die Silbermedaille bei der U-18-Weltmeisterschaft. Scaglione gewann mit 62 Treffern die Torschützenkrone und wurde zusätzlich in das All-Star-Team gewählt. Im darauffolgenden Jahr gewann sie mit Dänemark die Silbermedaille bei der U-19-Europameisterschaft. Auch bei diesem Turnier wurde sie mit 68 Treffern Torschützenkönigin und wurde ins All-Star-Team berufen. Sie nahm an der Weltmeisterschaft 2023 teil, bei der sie mit Dänemark die Bronzemedaille gewann. Scaglione erzielte im Turnierverlauf elf Treffer.

## Sonstiges
Ihre Mutter Lone Mathiesen lief ebenfalls für die dänische Nationalmannschaft auf.